# Список російських офіцерів, що потрапили в полон під час вторгнення в Україну (2022)
У статті наведено список російських старших офіцерів, що потрапили в полон внаслідок вторгнення в Україну.

## Старші офіцери
| №   | Прізвище, ім'я, по-батькові      | Звання               | Підрозділ та посада                                              | Участь у інших війнах                               | Дата взяття в полон | Місце взяття в полон                     |
| --- | -------------------------------- | -------------------- | ---------------------------------------------------------------- | --------------------------------------------------- | ------------------- | ---------------------------------------- |
| 1.  | Астахов Дмитро Михайлович        | підполковник поліції | управління росгвардії по Кемеровській області, СОБР              |                                                     | 25.02.2022          | Київська область                         |
| 2.  | Криштоп Максим Сергійович        | підполковник         | заступник командира 47-го бомбардувального авіаційного полку     |                                                     | 06.03.2022          | поблизу Харкова                          |
| 3.  | Стародубов Євген Олександрович   | підполковник         | 1 ТП, заступник командира полку з озброєння                      |                                                     | до 12.03.2022       |                                          |
| 4.  | Кошель Олександр Олегович        | підполковник         | начальник групи інформаційно-психологічної протидії 58 ЗА        |                                                     | 22.03.2022          |                                          |
| 5.  | Анікін Олександр Віталійович     | підполковник         | 59 ТП                                                            |                                                     | 25.03.2022          | Харківська область                       |
| 6.  | Косик Сергій Сергійович          | підполковник         | пілот Су-35, 14 винищувальний авіаційний полк                    |                                                     | 27-28.03.2022       | поблизу Ізюма                            |
| 7.  | Хелемендик Артем Володимирович   | підполковник         | 18 МСД                                                           | Війна на сході України (2014— 2017)                 | 10.09.2022          | Харківська область                       |
| 8.  | Щьоткін Леонід Петрович          | майор                | 35 ОМСБр, командир танкового батальйону                          |                                                     | 26.02.2022          | Чернігів                                 |
| 9.  | Ломаєв Сергій Сергійович         | майор                | 291 МСП                                                          |                                                     | 27.02.2022          |                                          |
| 10. | Гречко Юрій Володимирович        | майор                |                                                                  |                                                     | 01-02.03.2022       | Чернігів                                 |
| 11. | Шишканов Дмитро Олександрович    | майор                | 126 ОБрБО, заступник командира батальйону                        |                                                     | 01-02.03.2022       |                                          |
| 12. | Красноярцев Олександр Васильович | майор                | пілот Су-34, в/ч 86789                                           | Інтервенція Росії в Сирію                           | 05.03.2022          | Чернігів                                 |
| 13. | Голованський Олексій Сергійович  | майор                | льотчик, командир ланки, в/ч 59882                               |                                                     | до 06.03.2022       |                                          |
| 14. | Блюдін Віктор Геннадійович       | майор                | 43 ОЗБр, начальник технічної розвідки                            |                                                     | до 15.03.2022       | Срібнянський район Чернігівської області |
| 15. | Малов Сергій Володимирович       | майор                | 159 ВАП, командир ланки Су-35                                    |                                                     | 03.04.2022          | поблизу Ізюма                            |
| 16. | Федорчуков Андрій Володимирович  | майор                | ПВК Вагнера, пілот Су-25                                         |                                                     | 18.06.2022          | поблизу Світлодарська                    |
| 17. | Груздєв Павло Миколайович        | майор                | 7-ма військова база                                              |                                                     | 30.07.2022          | Херсонська область                       |
| 18. | Трифонов Василь Сергійович       | майор                | 126 ПОП Росгвардії (в/ч 3718), начальник інженерної служби полку |                                                     | 15.09.2022          | Поблизу Балаклії                         |
| 19. | Хасанов Ільнур Халілуллович      | майор                | 126 ПОП Росгвардії (в/ч 3718), заступник начальника штабу        | Збройний конфлікт на Північному Кавказі (2009—2017) | 15.09.2022          | Поблизу Балаклії                         |